# Oenanthe mildbraedii
Oenanthe mildbraedii är en flockblommig växtart som beskrevs av H.Wolff. Oenanthe mildbraedii ingår i släktet stäkror, och familjen flockblommiga växter. Inga underarter finns listade i Catalogue of Life.